# Cima di Camutsch
Cima di Camutsch är en bergstopp i Schweiz.   Den ligger i regionen Maloja och kantonen Graubünden, i den sydöstra delen av landet, 170 km öster om huvudstaden Bern. Toppen på Cima di Camutsch är 2 904 meter över havet, eller 156 meter över den omgivande terrängen. Bredden vid basen är 1,0 km.
Terrängen runt Cima di Camutsch är bergig norrut, men söderut är den kuperad. Runt Cima di Camutsch är det mycket glesbefolkat, med 3 invånare per kvadratkilometer.. Närmaste större samhälle är Savognin, 19,0 km norr om Cima di Camutsch. 
Trakten runt Cima di Camutsch består i huvudsak av gräsmarker.